# لورين نيكلسون
لورين نيكلسون Lorraine Nicholson (بالإنجليزية: Lorraine Nicholson)‏ ممثلة أمريكية من مواليد 16 أبريل 1990.

## روابط خارجية
- لورين نيكلسون على موقع IMDb (الإنجليزية)
- لورين نيكلسون على موقع ميوزك برينز (الإنجليزية)
- لورين نيكلسون على موقع قاعدة بيانات الفيلم (الإنجليزية)